# جوني باين
جوني باين (بالإنجليزية: Johnny Payne)‏ (8 يوليو 1958)؛ روائي أمريكي.